# Ogulin (Słowenia)
Ogulin – wieś w Słowenii, w gminie Črnomelj. W 2018 roku liczyła 42 mieszkańców.